# Zoliflodacin
Zoliflodacin (Entwicklungscodes AZD0914 und ETX0914) ist ein von AstraZeneca neu entwickeltes, noch nicht zugelassenes Antibiotikum.  Chemisch ist es ein Spiro-Pyrimidin-Trion. Das Medikament kann oral verabreicht werden. Die biologische Verfügbarkeit beträgt 97,8 %. Es wird teilweise hepatisch metabolisiert und zu 79,6 % mit dem Stuhlgang ausgeschieden. 18,2 % werden über die Nieren eliminiert.
Zoliflodacin hat einen neuartigen Wirkmechanismus. Es hemmt die bakterielle Topoisomerase Typ 2, ein Enzym, welches bei der DNA-Verdoppelung während der Vermehrung unentbehrlich ist.
In einer Studie wurden Patienten mit urogenitaler Gonorrhoe (Infektion mit Neisseria gonorrhoeae) im Vergleich mit Ceftriaxon, einem bewährten Antibiotikum, geprüft. Die Behandlung der Gonorrhoe wird durch die Entwicklung von Resistenzen gegen Antibiotika zunehmend problematisch. Daher hat die FDA (Amerikanische Zulassungsbehörde für Arzneimittel) eine beschleunigte Zulassung von Zoliflodacin initiiert. Zoliflodacin erwies sich bei urogenitalen und rektalen Infektionen als ebenso effektiv wie Ceftriaxon. Weniger effektiv war Zoliflodacin bei pharyngealen Infektionen.